# جوزيف بيتر ماكاي
جوزيف بيتر ماكاي (بالإنجليزية: Joseph Angus Mackay)‏ هو مؤرخ وصحفي نيوزيلندي، ولد في 9 سبتمبر 1882، وتوفي في 30 سبتمبر 1952.